# Chạy đường trường

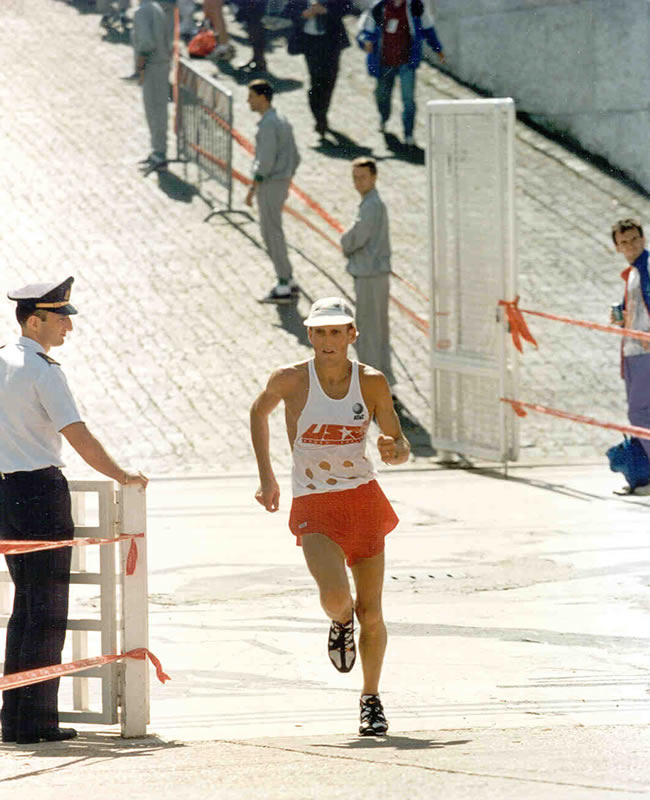
Chạy đường trường tại một cuộc thi marathon của Không quân Hoa Kỳ

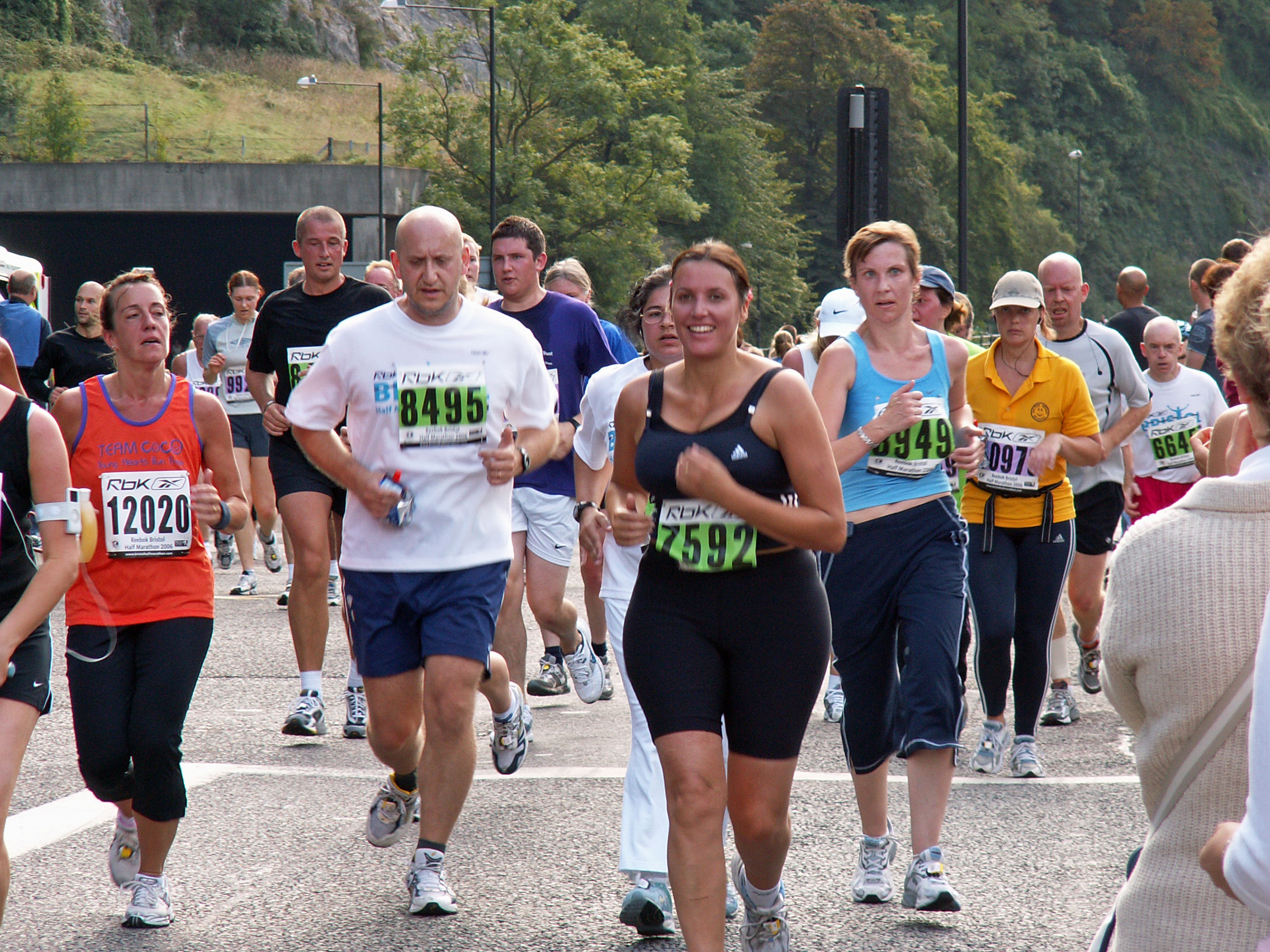
Thí sinh tham dự cuộc thi Bristol Half Marathon

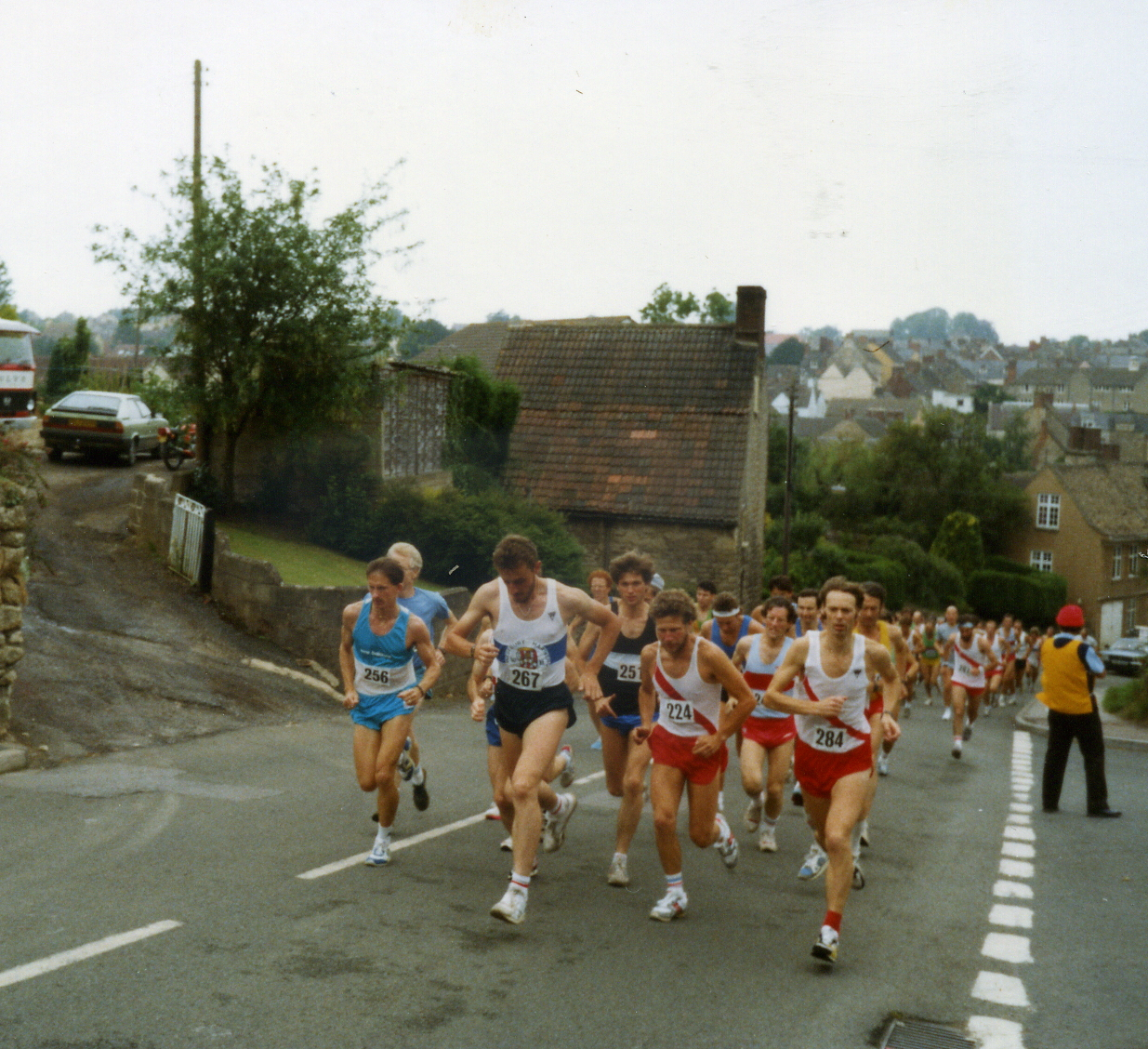
Các vận động viên trước khi bắt đầu cuộc đua 10 dặm tại Gloucestershire, Anh, Vương quốc Anh năm 1990.

Chạy đường trường là một môn chạy với đường chạy là đường giao thông (ngược lại với track and field và chạy băng đồng).
Chạy đường trường được phân vào cự ly dài của môn điền kinh, với quãng đường ngắn nhất là 5 kilômét và dài nhất là 42,2 kilômét trong môn marathon. Các nội dung chạy đường trường thường có rất đông thí sinh tham dự cùng một lúc. Ba cự ly chạy đường trường phổ biến nhất của IAAF là chạy 10 kilômét, bán marathon và marathon. Mặc dù vậy cũng có rất nhiều cuộc thi chạy 5 km, chủ yếu tổ dành cho các cuộc đua từ thiện và ít tính cạnh tranh.
Đường đua chạy đường trường có thể có chướng ngại vật hoặc đi qua các dạng địa hình đặc biệt như đồi, khúc ngoặt gấp, thời tiết khắc nghiệt.
Chạy trên đường bộ khiến bàn chân, đầu gối và lưng dưới chịu nhiều áp lực hơn khi chạy trên đất và trên cỏ, tuy nhiên có thể bù đắp bằng việc cung cấp đường chạy bằng phẳng và ổn định. Người tham gia chạy cần chọn giày vừa với bàn chân và cách chạy phù hợp với bản thân.
Chạy đường trường là một trong các loại hình đua đường trường cùng với đua xe đạp đường trường và đua ô tô và mô tô đường trường.

## Đường chạy
Đường đua của chạy đường trường thường diễn ra ở nhũng thành phố lớn. IAAF công nhận chín cự ly đường trường: 10 km, 15 km, 20 km, bán marathon (21,097 km), 25 km, 30 km, marathon (42,195 km), 100 km, và chạy marathon tiếp sức Ekiden. Các cự ly khac gồm 5 km, 8 km, 12 km và 10 dặm (16 km).
Một vài cuộc thi có độ dài đặc biệt. Ví dụ như cuộc chạy "Round the Bays" ở Auckland, New Zealand dài 8,4 km; Falmouth Road Race ở Falmouth, Cape Cod dài 7,1 dặm (11,4 km); Manchester Road Race ở Manchester, Connecticut dài 4,75 dặm (7,64 km); "City to Surf" ở Sydney, Úc dài 14 km; "Great Aloha Run" của Honolulu dài 8,15 dặm (13,12 km); "King Island Imperial 20" dài 32 km; còn "Charleston Distance Run" ở Charleston, Tây Virginia dài 15 dặm (24 km).

## Chạy cự ly cực dài
Các cuộc chạy có quãng đường dài hơn marathon được gọi là ultramarathon. Tiêu chí tại các cuộc thi có thể là chiều dài quãng đường (ví dụ như 100 kilômét) hoặc thòi gian (người chạy xa nhất sau 24 giờ chạy). Ví dụ như cuộc chạy từ Luân Đôn tới Brighton thuộc Anh có chiều dài hơn 54 dặm (87 km); Comrades Marathon từ Pietermaritzburg tới Durban ở Cộng hòa Nam Phi có chiều dài 89 km, và cuộc chạy Badwater Ultramarathon nối Thung lũng Chết với Núi Whitney ở Hoa Kỳ dài 135 dặm (217 km) (với độ cao tăng dần là trên 4.500 mét).